# Иевлево (сельское поселение Ильгощи)
Иевлево — деревня в Рамешковском районе Тверской области.

## География
Находится в восточной части Тверской области на расстоянии приблизительно 31 км на восток-юго-восток по прямой от районного центра поселка Рамешки.

## История
Упоминалась с 1627—1629 годов как вотчина Кириллова монастыря, что на Белом озере. В 1859 году в казенной русской деревне Иевлево (Ивлево) 25 дворов, в 1887 году 40. В советское время работали колхозы «Правда», «Парижская коммуна», «Путь к коммунизму» и «Путь вперед». В 2001 году в деревне 2 дома местных жителей и 10 домов — собственность наследников и дачников. До 2021 входила в сельское поселение Ильгощи Рамешковского района до их упразднения.

## Население
Численность населения: 242 человека (1859 год), 236 (1887), 3 (1989), 4 (русские 100 %) в 2002 году, 7 в 2010.